# NGC 5090
NGC 5090 é uma galáxia elíptica (E2) localizada na direcção da constelação de Centaurus. Possui uma declinação de -43° 42' 18" e uma ascensão recta de 13 horas, 21 minutos e 12,7 segundos.
A galáxia NGC 5090 foi descoberta em 3 de Junho de 1834 por John Herschel.